# Rhaphiostylis cordifolia
Rhaphiostylis cordifolia är en tvåhjärtbladig växtart som beskrevs av Hutchinson & Dalziel. Rhaphiostylis cordifolia ingår i släktet Rhaphiostylis och familjen Icacinaceae. Inga underarter finns listade i Catalogue of Life.